# 바실리오스 히다스
바실리오스 히다스(Βασίλειος Ξυδάς, 1877년 ~ ?)는 그리스의 육상 선수이다. 그는 아테네에서 열린 1896년 하계 올림픽에 참가했다.
그는 아테네 출신이다.
1896년 올림픽 때 그는 장대높이뛰기 종목에 출전했다. 그는 장대높이뛰기에 출전한 선수 5명 중 유일하게 메달을 받지 못한 선수였는데 미국의 웰스 호이트와 알버트 타일러가 각각 1, 2위를, 그리스의 에방겔로스 다마스코스와 요안니스 테오도로풀로스가 2.60m로 동률을 기록, 공동 3위가 되었기 때문이다. 히다스의 최고 기록은 2.40m였다.